# 1080
|  | Aquest article tracta sobre l'any 1080. Vegeu-ne altres significats a «1080 (desambiguació)». |

## Esdeveniments
- Sant Pere de Casserres es converteix en un priorat dependent de Cluny i esdevé el centre administratiu de les possessions d'aquest monestir a Catalunya
- S'estableix a Castella el ritu litúrgic romà
- Castell de Newcastle (que donarà nom a la ciutat)
- El Cid Campeador és desterrat

## Naixements
- Sant Isidre Llaurador
- Sant Pere de Barco